# Menon (gastronomo)
Menon, pseudonimo di un popolare autore di libri di cucina francese (fl. XVIII secolo), è stato un gastronomo francese con una biografia sconosciuta che scrisse numerosi libri di cucina e istruzioni di cucina - inclusa la scienza dell'alimentazione - nella metà del XVIII secolo.
Esse sono considerate le prime opere standard della cucina francese e della cucina borghese.
La sua opera più nota è La cuisinière bourgeoise ('La cuoca borghese'), che apparve con il permesso reale nel 1746, ancora sotto l'Ancien Régime. I suoi libri sono stati spesso ristampati e plagiati fino ad oggi. Le traduzioni sono apparse tra l'altro in Inghilterra, nel Regno di Sardegna e nel Nord America. Esiste una traduzione russa di Nikolai Jatsenkov del 1790/91. Nel 1825, la sua opera principale apparve in Québec; fu il primo libro di cucina ad essere pubblicato nel territorio di quello che poi divenne il Canada. In tedesco, la sua opera principale fu pubblicata prima con il titolo Kochanleitungen für die Bürgersfrau, tra gli altri.
L'opera completa La cuisinière bourgeoise ha una struttura moderna e metodica. Definisce nella prefazione cosa fa un buon cuoco borghese e poi entra nel dettaglio della scienza dell'alimentazione. La sezione delle ricette è disposta in primo ordine per tema (zuppe, manzo, pecora, vitello, maiale, pollame, selvaggina, pesce, verdure, piatti a base di uova, creme al burro, pâtisserie, ragout, composte, marmellate) e in secondo ordine alfabetico. Il libro è completato da una sezione su Arts de la table (allestimento della tavola, presentazione e servizio) e da un capitolo di economia domestica.